# Juanita Hansen
Juanita Hansen est une actrice américaine née le 3 mars 1895 à Des Moines (Iowa) et morte le 26 septembre 1961 à Los Angeles (Californie) d'une crise cardiaque.

## Biographie
Juanita Hansen débute au cinéma sous la houlette de Griffith notamment dans The Martyrs of the Alamo de Christy Cabanne. Puis, en 1916, elle intègre la troupe des Bathing Beauties de Mack Sennett. Elle la quitte en 1918 pour les studios de la Universal et tourne dans les productions de William Nicholas Selig. Très bien rémunérée, elle commence une vie de frasques et s'adonne dès lors à la drogue et plus précisément à la cocaïne. Sa carrière s'en ressent et décline peu à peu. En 1928, à la suite d'un accident, elle est soignée à la morphine et en reste dépendante.
Sa descente aux enfers continue et, en 1941, elle tente de se suicider. Elle termine sa vie comme employée des chemins de fer et meurt d'une crise cardiaque en 1961.

## Filmographie
- 1914 : The Patchwork Girl of Oz de J. Farrell MacDonald
- 1914 : The Magic Cloak of Oz de J. Farrell MacDonald
- 1915 : The Love Route de Allan Dwan
- 1915 : The Absentee de Christy Cabanne
- 1915 : Betty in Search of a Thrill de Phillips Smalley et Lois Weber
- 1915 : The Secret of the Submarine de George L. Sargent
- 1915 : The Failure de Christy Cabanne
- 1915 : The Root of All Evil
- 1915 : The Martyrs of the Alamo de Christy Cabanne
- 1916 : His Pride and Shame de Charley Chase et Ford Sterling
- 1916 : The Finishing Touch de George Cochrane
- 1916 : Black Eyes and Blue de Robert P. Kerr
- 1916 : The Mediator de Otis Turner
- 1917 : Glory de Francis J. Grandon et Burton L. King
- 1917 : A Noble Fraud de Harry Williams
- 1917 : When Hearts Collide de Robert P. Kerr
- 1917 : Her Nature Dance de William Campbell
- 1917 : A Royal Rogue de Ferris Hartman et Robert P. Kerr
- 1917 : Dangers of a Bride (en) de Ferris Hartman et Robert P. Kerr
- 1917 : Un automate très autonome (A Clever Dummy) de Herman C. Raymaker, Ferris Hartman et Robert P. Kerr
- 1917 : Lost: A Cook de Fred Hibbard
- 1917 : A Prairie Heiress
- 1917 : His Busy Day
- 1918 : Broadway Love de Ida May Park
- 1918 : Fast Company de Lynn Reynolds
- 1918 : The Risky Road de Ida May Park
- 1918 : The Mating of Marcella de Roy William Neill
- 1918 : The Brass Bullet de Ben F. Wilson
- 1918 : The Rough Lover de Joseph De Grasse
- 1918 : The Sea Flower de Colin Campbell
- 1919 : Breezy Jim de Lorimer Johnston
- 1919 : La Baigneuse inconnue (A Midnight Romance) de Lois Weber
- 1919 : The Poppy Girl's Husband de William S. Hart et Lambert Hillyer
- 1919 : Devil McCare de Lorimer Johnston
- 1919 : Taking Things Easy de Harry Edwards
- 1919 : Rough-Riding Romance d'Arthur Rosson
- 1919 : Lombardi, Ltd. de Jack Conway
- 1920 : La Cité perdue (The Lost City) de E.A. Martin
- 1920 : The Phantom Foe de Bertram Millhauser
- 1920 : The Jungle Princess de E.A. Martin
- 1921 : The Yellow Arm de Bertram Millhauser
- 1921 : The Red Snow
- 1922 : La Duchesse de Langeais (The Eternal Flame) de Frank Lloyd
- 1922 : The Broadway Madonna de Harry Revier
- 1923 : Girl from the West de Wallace MacDonald
- 1933 : Sensation Hunters (en) de Charles Vidor